# 聲療
聲療（Therapeutic acoustic wave），是利用機械波將能量輸入人體以進行疾病治療的一種方式。而常用的聲療方式包括利用頻率為人類聽覺範圍高的超音波進行治療的治療用超音波或稱為治療用超聲波以及用來擊碎腎結石的體外震波治療（ESWT）。不論是治療用超音波或是體外震波，其治療的原理皆是利用音波振動所產生機械性壓縮與膨脹的波穿過生物組織時，所產生熱效應及非熱效應，達到治療的效果。而在物理治療中，治療用超音波可以用熱效應增加深層富含膠原蛋白的組織(如肌腱與靭帶)溫度，因而增加組織的伸展性或者減輕疼痛；其非熱效應可以改變細胞的通透性，因而消除水腫、促進組織癒合、或幫助藥物傳遞進入皮下組織。